# (3630) Любомир
(3630) Любомир (чеш. Lubomír) — астероид главного пояса, открытый 28 августа 1984 года чешским астрономом Антонином Мркосом в обсерватории Клеть и названный в честь древнеславянского имени Любомир, широко распространённого в южной Богемии.

Орбита астероида Любомир и его положение в Солнечной системе